# Temporada 2023 de Eurocup-3
La temporada 2023 de Eurocup-3 fue la edición inaugural de dicha competición. Comenzó el 5 de mayo en Spa-Francorchamps y finalizó el 12 de noviembre en Barcelona. La serie tenía como objetivo proporcionar igualdad de condiciones para todos los pilotos, y todos los equipos participantes acordaron un presupuesto máximo de 400.000 euros por temporada.
Esteban Masson fue el ganador del Campeonato de Pilotos, mientras que Campos Racing se quedó con el Campeonato de Equipos.

## Equipos y pilotos
| Equipos          | N.º | Piloto                   | Estado | Rondas   |
| ---------------- | --- | ------------------------ | ------ | -------- |
| Palou Motorsport | 3   | Javier Sagrera           |        | 1-6      |
| Palou Motorsport | 8   | Emerson Fittipaldi Jr.   | N      | 8        |
| Palou Motorsport | 26  | Jorge Campos             | N      | 4-8      |
| Palou Motorsport | 55  | Miron Pingasov           | N      | Todas    |
| Palou Motorsport | 63  | Georgis Markogiannis     | N      | 4-5, 7-8 |
| Palou Motorsport | 73  | Cian Shields             |        | 1        |
| GRS Team         | 5   | Daniel Mavlyutov         | N      | 4, 6, 8  |
| GRS Team         | 7   | Emerson Fittipaldi Jr.   | N      | 6        |
| GRS Team         | 11  | Carl Bennett             | N      | 7-8      |
| GRS Team         | 12  | Nikola Tsolov            |        | 5, 7-8   |
| GRS Team         | 18  | Cenyu Han                |        | 1-3      |
| GRS Team         | 33  | Jesse Carrasquedo Jr.    | N      | 4        |
| GRS Team         | 60  | Niels Koolen             |        | 6        |
| GRS Team         | 68  | Niels Koolen             | 5      |          |
| MP Motorsport    | 6   | Bruno del Pino           | N      | Todas    |
| MP Motorsport    | 24  | Mari Boya                |        | Todas    |
| MP Motorsport    | 25  | Sebastian Øgaard         |        | Todas    |
| MP Motorsport    | 35  | Sebastian Gravlund       | N      | Todas    |
| MP Motorsport    | 99  | José Garfias             |        | Todas    |
| Drivex           | 7   | Georgy Zhuravskiy        | N      | 7-8      |
| Drivex           | 13  | Daniel Nogales           | N      | 3-8      |
| Drivex           | 44  | William Karlsson         | N      | 1-3      |
| Drivex           | 54  | Pierre-Louis Chovet      |        | 1        |
| Drivex           | 64  | Nick Gilkes              |        | Todas    |
| Drivex           | 77  | David Morales            |        | 4        |
| Campos Racing    | 9   | Esteban Masson           |        | Todas    |
| Campos Racing    | 14  | Tasanapol Inthraphuvasak |        | Todas    |
| Campos Racing    | 28  | Francesco Braschi        |        | Todas    |
| Campos Racing    | 52  | Suleiman Zanfari         | N      | Todas    |
| Saintéloc Racing | 34  | Dario Cabanelas          | N      | 5-8      |

| Icono | Estado |
| ----- | ------ |
| N     | Novato |

## Calendario
| Ronda   | Ronda | Circuito                                     | Fecha            |
| ------- | ----- | -------------------------------------------- | ---------------- |
| 1       | C1    | Circuito de Spa-Francorchamps, Francorchamps | 6 de mayo        |
| 1       | C2    | Circuito de Spa-Francorchamps, Francorchamps | 7 de mayo        |
| 2       | C1    | MotorLand Aragón, Alcañiz                    | 27 de mayo       |
| 2       | C2    | MotorLand Aragón, Alcañiz                    | 28 de mayo       |
| 3       | C1    | Autodromo Nazionale di Monza, Monza          | 10 de junio      |
| 3       | C2    | Autodromo Nazionale di Monza, Monza          | 11 de junio      |
| 4       | C1    | Circuito de Zandvoort, Zandvoort             | 16 de julio      |
| 4       | C2    | Circuito de Zandvoort, Zandvoort             | 16 de julio      |
| 5       | C1    | Circuito de Jerez, Jerez de la Frontera      | 23 de septiembre |
| 5       | C2    | Circuito de Jerez, Jerez de la Frontera      | 24 de septiembre |
| 6       | C1    | Autódromo Fernanda Pires da Silva, Estoril   | 30 de septiembre |
| 6       | C2    | Autódromo Fernanda Pires da Silva, Estoril   | 1 de octubre     |
| 7       | C1    | Circuito Ricardo Tormo, Cheste               | 14 de octubre    |
| 7       | C2    | Circuito Ricardo Tormo, Cheste               | 15 de octubre    |
| 8       | C1    | Circuito de Barcelona-Cataluña, Montmeló     | 11 de noviembre  |
| 8       | C2    | Circuito de Barcelona-Cataluña, Montmeló     | 12 de noviembre  |
| Fuente: |       |                                              |                  |

## Resultados
| Ronda | Ronda | Ronda                | Pole Position            | Vuelta rápida     | Piloto ganador    | Escudería ganadora | Novato ganador   |
| ----- | ----- | -------------------- | ------------------------ | ----------------- | ----------------- | ------------------ | ---------------- |
| 1     | C1    | Spa-Francorchamps    | Mari Boya                | Francesco Braschi | Francesco Braschi | Campos Racing      | Suleiman Zanfari |
| 1     | C2    | Spa-Francorchamps    | Mari Boya                | Mari Boya         | Mari Boya         | MP Motorsport      | Miron Pingasov   |
| 2     | C1    | Aragón               | Tasanapol Inthraphuvasak | Esteban Masson    | Esteban Masson    | Campos Racing      | Bruno del Pino   |
| 2     | C2    | Aragón               | Esteban Masson           | Esteban Masson    | Esteban Masson    | Campos Racing      | Suleiman Zanfari |
| 3     | C1    | Monza                | Mari Boya                | Sebastian Øgaard  | Mari Boya         | MP Motorsport      | Daniel Nogales   |
| 3     | C2    | Monza                | Francesco Braschi        | Sebastian Øgaard  | Mari Boya         | MP Motorsport      | Bruno del Pino   |
| 4     | C1    | Zandvoort            | Esteban Masson           | Esteban Masson    | Esteban Masson    | Campos Racing      | Bruno del Pino   |
| 4     | C2    | Zandvoort            | Mari Boya                | Mari Boya         | Esteban Masson    | Campos Racing      | Bruno del Pino   |
| 5     | C1    | Jerez de la Frontera | Nikola Tsolov            | Nikola Tsolov     | Francesco Braschi | Campos Racing      | Bruno del Pino   |
| 5     | C2    | Jerez de la Frontera | Nikola Tsolov            | Nikola Tsolov     | Sebastian Øgaard  | MP Motorsport      | Bruno del Pino   |
| 6     | C1    | Estoril              | Esteban Masson           | Esteban Masson    | Esteban Masson    | Campos Racing      | Miron Pingasov   |
| 6     | C2    | Estoril              | Tasanapol Inthraphuvasak | Mari Boya         | Mari Boya         | MP Motorsport      | Bruno del Pino   |
| 7     | C1    | Valencia             | Esteban Masson           | Esteban Masson    | Esteban Masson    | Campos Racing      | Bruno del Pino   |
| 7     | C2    | Valencia             | Mari Boya                | Mari Boya         | Mari Boya         | MP Motorsport      | Bruno del Pino   |
| 8     | C1    | Barcelona            | Esteban Masson           | Esteban Masson    | Esteban Masson    | Campos Racing      | Bruno del Pino   |
| 8     | C2    | Barcelona            | Esteban Masson           | Esteban Masson    | Esteban Masson    | Campos Racing      | Bruno del Pino   |

## Clasificaciones

### Puntuaciones
| Posición | 1.º | 2.º | 3.º | 4.º | 5.º | 6.º | 7.º | 8.º | 9.º | 10.º | Pole | VR |
| Puntos   | 25  | 18  | 15  | 12  | 10  | 8   | 6   | 4   | 2   | 1    | 2    | 1  |

### Campeonato de Pilotos
| Pos. | Piloto                   | SPA | SPA | ARA | ARA | MNZ | MNZ | ZAN | ZAN | JER | JER | EST | EST | VAL | VAL | BAR | BAR | Puntos |
| ---- | ------------------------ | --- | --- | --- | --- | --- | --- | --- | --- | --- | --- | --- | --- | --- | --- | --- | --- | ------ |
| 1    | Esteban Masson           | 6   | 7   | 1   | 1   | 3   | 3   | 1   | 1   | Ret | Ret | 1   | 14  | 1   | 5   | 1   | 1   | 273    |
| 2    | Mari Boya                | 4   | 1   | WD  | WD  | 1   | 1   | 10  | 2   | 8   | 4   | 3   | 1   | 3   | 1   | 3   | 4   | 243    |
| 3    | Sebastian Øgaard         | 5   | 8   | 2   | 4   | 2   | 5   | 2   | 3   | 4   | 1   | 4   | 2   | 5   | 2   | 4   | 6   | 222    |
| 4    | José Garfias             | Ret | 6   | 4   | 3   | 6   | 4   | 6   | 6   | 5   | 6   | 6   | 3   | 2   | 3   | 18† | 3   | 160    |
| 5    | Francesco Braschi        | 1   | 2   | 3   | 2   | 11  | 8   | Ret | 7   | 1   | Ret | 2   | 7   | 12  | 7   | 5   | 9   | 156    |
| 6    | Tasanapol Inthraphuvasak | 10  | 5   | Ret | DNS | 5   | 7   | 3   | 4   | Ret | 3   | 10  | 4   | 4   | 6   | 2   | 2   | 142    |
| 7    | Bruno del Pino           | 8   | Ret | 5   | 7   | 14  | 6   | 4   | 5   | 10  | 5   | 8   | 5   | 6   | 4   | 6   | 5   | 113    |
| 8    | Javier Sagrera           | 13  | 3   | 10† | Ret | 4   | 2   | 5   | 8   | 3   | 7   | 13  | 6   |     |     |     |     | 89     |
| 9    | Suleiman Zanfari         | 3   | 11  | 7   | 5   | 12  | 13  | 7   | 11  | DNS | 12  | 12  | 12  | 7   | Ret | 7   | Ret | 49     |
| 10   | Nikola Tsolov            |     |     |     |     |     |     |     |     | 2   | 2   |     |     | 9   | Ret | WD  | WD  | 44     |
| 11   | Nick Gilkes              | 7   | 9   | Ret | 6   | 10  | 14  | Ret | 13  | 11  | 9   | 5   | 8   | Ret | 11  | 11  | 8   | 37     |
| 12   | Daniel Nogales           |     |     |     |     | 7   | 9   | 9   | 9   | 6   | 8   | 11  | 13  | 10  | 10  | 9   | 7   | 34     |
| 13   | Sebastian Gravlund       | 12  | 12  | 6   | Ret | NC  | Ret | 8   | DNS | 7   | 13  | 17  | 9   | 8   | 8   | 12  | 11  | 28     |
| 14   | Miron Pingasov           | Ret | 10  | 9   | 8   | 8   | 11  | 14  | 10  | 9   | Ret | 7   | 16  | Ret | 9   | 8   | Ret | 26     |
| 15   | Cenyu Han                | 2   | 13  | WD  | WD  | 9   | 10  |     |     |     |     |     |     |     |     |     |     | 21     |
| 16   | Pierre-Louis Chovet      | 9   | 4   |     |     |     |     |     |     |     |     |     |     |     |     |     |     | 14     |
| 17   | William Karlsson         | 11  | 14  | 8   | 9   | 13  | 12  |     |     |     |     |     |     |     |     |     |     | 6      |
| 18   | Dario Cabanelas          |     |     |     |     |     |     |     |     | 13  | 10  | 9   | 10  | 13  | Ret | 13  | 10  | 5      |
| 19   | Emerson Fittipaldi Jr.   |     |     |     |     |     |     |     |     |     |     | 14  | 11  |     |     | 10  | Ret | 1      |
| 20   | Georgis Markogiannis     |     |     |     |     |     |     | 12  | 16  | Ret | 11  |     |     | 11  | Ret | 15  | 13  | 0      |
| 21   | David Morales            |     |     |     |     |     |     | 11  | 15  |     |     |     |     |     |     |     |     | 0      |
| 22   | Jesse Carrasquedo Jr.    |     |     |     |     |     |     | 15  | 12  |     |     |     |     |     |     |     |     | 0      |
| 23   | Carl Bennett             |     |     |     |     |     |     |     |     |     |     |     |     | 16  | 12  | 17  | Ret | 0      |
| 24   | Georgy Zhuravskiy        |     |     |     |     |     |     |     |     |     |     |     |     | 14  | 13  | 16  | 12  | 0      |
| 25   | Niels Koolen             |     |     |     |     |     |     |     |     | 12  | Ret | WD  | WD  |     |     |     |     | 0      |
| 26   | Daniel Mavlyutov         |     |     |     |     |     |     | 13  | 14  |     |     | 15  | 15  |     |     | Ret | 15  | 0      |
| 27   | Jorge Campos             |     |     |     |     |     |     | 16† | 17† | Ret | 14  | 16  | Ret | 15  | 14  | 14  | 14  | 0      |
| NC   | Cian Shields             | DNS | DNS |     |     |     |     |     |     |     |     |     |     |     |     |     |     | 0      |
| Pos. | Piloto                   | SPA | SPA | ARA | ARA | MNZ | MNZ | ZAN | ZAN | JER | JER | EST | EST | VAL | VAL | BAR | BAR | Puntos |

| Color     | Resultado                                                               |
| --------- | ----------------------------------------------------------------------- |
| Oro       | Ganador                                                                 |
| Plata     | 2.ª plaza                                                               |
| Bronce    | 3.ª plaza                                                               |
| Verde     | Finalizó en los puntos                                                  |
| Azul      | Finalizó sin puntos                                                     |
| Azul      | NC - No clasificado                                                     |
| Violeta   | Ret - No terminó (Carrera)                                              |
| Rojo      | DNQ - No se clasificó                                                   |
| Negro     | DSQ - Descalificado                                                     |
| Blanco    | DNS - No empezó (carrera)                                               |
| Blanco    | WD - Retirado (fin de semana)                                           |
| Blanco    | C - Carrera cancelada                                                   |
| Sin color | DNP - Inscrito pero no participó                                        |
| Sin color | INJ - Lesionado                                                         |
| Sin color | EX - Excluido                                                           |
| Estado    | Resultado                                                               |
| Negrita   | Pole position                                                           |
| Cursiva   | Vuelta rápida                                                           |
| †         | Abandona, pero clasifica al completar el porcentaje requerido para ello |

### Campeonato de Equipos
| Pos. | Escudería        | Puntos |
| ---- | ---------------- | ------ |
| 1    | Campos Racing    | 516    |
| 2    | MP Motorsport    | 514    |
| 3    | Palou Motorsport | 115    |
| 4    | Drivex           | 91     |
| 5    | GRS Team         | 60     |
| 6    | Saintéloc Racing | 5      |

### Citas
1. 1 2  Wood, Ida (23 de diciembre de 2022). «New Eurocup-3 series finalises calendar for inaugural season». Formula Scout (en inglés estadounidense). Consultado el 23 de diciembre de 2022.
2. ↑  Series, Feeder (28 de noviembre de 2022). «Low cost of new Eurocup-3 championship ‘one of the main assets’». Feeder Series (en inglés). Consultado el 17 de noviembre de 2023.
3. ↑  Wood, Ida (12 de noviembre de 2023). «Masson claims Eurocup-3 crown with controlled drive to victory in finale». FormulaScout.com (en inglés). Consultado el 12 de noviembre de 2023.
4. ↑  «Alex Palou crea su propio equipo en familia para competir en la Eurocup-3». SoyMotor.com. Consultado el 19 de enero de 2023.
5. ↑  «Palou crea un equipo de carreras y anuncia para qué campeonato». es.motorsport.com. Consultado el 19 de enero de 2023.
6. 1 2  Wood, Ida (26 de abril de 2023). «Palou Motorsport announces Pingasov and Sagrera for Eurocup-3». Formula Scout (en inglés estadounidense). Consultado el 26 de abril de 2023.
7. ↑  «Jorge Campos disputará Eurocup-3 con Campos Racing». www.camposracing.com. Consultado el 22 de mayo de 2023.
8. 1 2 3 4  «🤩 New faces and 18 drivers enrolled for this weekend in  @CMCZtweets ! #BeEurocup3 #Eurocup3 #EC3». Twitter. 11 de julio de 2023. Consultado el 12 de julio de 2023.
9. 1 2 3  «🙌 This are the protagonists of the first round of the season. Eurocup-3 is about to start! 🔥». Eurocup-3 en Twitter (en inglés). 3 de mayo de 2023. Consultado el 3 de mayo de 2023.
10. ↑  «GRS Team se une a la Eurocup-3». Twitter. Consultado el 8 de febrero de 2023.
11. ↑  «Estoril welcomes 2023 Eurocup-3 Round 6». eurocup3.org. Consultado el 12 de octubre de 2023.
12. ↑  «Nikola Tsolov, back with GRS Team to race in EuroCup-3 in Jerez». GRS Team (en inglés). 21 de septiembre de 2023. Consultado el 22 de septiembre de 2023.
13. ↑  León, Jesse Villalpando | El Sol de. «Piloto leonés Jesse Carrasquedo debutará en el serial EuroCup-3». El Sol de León | Noticias Locales, Policiacas, sobre México, Guanajuato y el Mundo. Consultado el 12 de julio de 2023.
14. ↑  Bruin, Lois de (25 de enero de 2023). «MP Motorsport joins brand new Eurocup3 series». MP Motorsport (en inglés estadounidense). Consultado el 26 de enero de 2023.
15. ↑  «Bruno del Pino salta a la Eurocup-3 con MP Motorsport». SoyMotor.com. Consultado el 26 de marzo de 2023.
16. ↑  Wood, Ida (3 de mayo de 2023). «FIA F3 racer Mari Boya adds Eurocup-3 campaign to 2023 schedule». Formula Scout (en inglés estadounidense). Consultado el 3 de mayo de 2023.
17. ↑  «Div: Sebastian Øgaard wordt eerste Eurocup-3-coureur bij MP Motorsport | Autosport.nl». Autosport.nl: Hét autosport magazine van het internet (en neerlandés). Consultado el 22 de febrero de 2023.
18. ↑  Bruin, Lois de (22 de marzo de 2023). «Sebastian Gravlund moves up into Eurocup-3 with MP Motorsport». MP Motorsport (en inglés estadounidense). Consultado el 22 de marzo de 2023.
19. ↑  Bruin, Lois de (18 de marzo de 2023). «José Garfias teams up with MP Motorsport for debut season in Eurocup-3». MP Motorsport (en inglés estadounidense). Consultado el 20 de marzo de 2023.
20. ↑  Wood, Ida (18 de febrero de 2023). «Drivex announces exit from Euroformula as it joins new Eurocup-3 series». Formula Scout (en inglés estadounidense). Consultado el 18 de febrero de 2023.
21. ↑  Wood, Ida (30 de marzo de 2023). «2021 Formula Nordic champion William Karlsson steps up to Eurocup-3». FormulaScout.com (en inglés). Consultado el 30 de marzo de 2023.
22. ↑  «Nick Gilkes to contest Eurocup-3 campaign with Drivex». nickgilkes.com (en inglés estadounidense). Consultado el 27 de febrero de 2023.
23. ↑  «Campos Racing se une al campeonato». Twitter. Consultado el 1 de febrero de 2023.
24. ↑  Wood, Ida (24 de marzo de 2023). «Campos's Eurocup-3 line-up grows to four cars with addition of Masson». Formula Scout (en inglés estadounidense). Consultado el 24 de marzo de 2023.
25. ↑  «Tasanapol Inthraphuvasak con Campos Racing en el estreno de Eurocup-3». www.camposracing.com. Consultado el 2 de febrero de 2023.
26. ↑  Wood, Ida (21 de febrero de 2023). «Francesco Braschi joins Campos for Eurocup-3». FormulaScout.com (en inglés). Consultado el 23 de febrero de 2023.
27. ↑  «Suleiman Zanfari se incorpora a Campos Racing para disputar la temporada 2023 de Eurocup-3». www.camposracing.com. Consultado el 1 de marzo de 2023.
28. 1 2  Series, Feeder (13 de junio de 2023). «Spanish F4 team Saintéloc’s ever-growing ambitions: ‘Our strategy is to join F3 and F2’». Feeder Series (en inglés). Consultado el 12 de julio de 2023.